# Acanthoscurria paulensis
Acanthoscurria paulensis là một loài nhện trong họ Theraphosidae.
Loài này thuộc chi Acanthoscurria. Acanthoscurria paulensis được Cândido Firmino de Mello-Leitão miêu tả năm 1923.

## Synoniemen
- Acanthoscurria atrox Vellard, 1924
- Acanthoscurria guaxupe Piza, 1972

## Voorkomen
Loài này phân bố ở Brasil.